# Сульфат нептуния(IV)
Сульфат нептуния(IV) — неорганическое соединение, соль нептуния и серной кислоты с формулой Np(SO4)2, образует кристаллогидраты — зелёные кристаллы.

## Физические свойства
Сульфат нептуния(IV) образует кристаллогидраты переменного состава Np(SO4)2•x H2O — зелёные кристаллы.
Имеет молярную массу 429,13 г/моль.
Растворяется в растворах серной кислоты: 1,6 г/100 г 1М раствора.